# 공손도 (전한)
공손 도(公孫度, ? ~ ?), 또는 공손 경(公孫慶)은 전한 중기의 관료로, 치천국 설현(薛縣) 사람이다. 승상 공손홍의 아들이다.

## 행적
공손홍의 뒤를 이어 평진후(平津侯)에 봉해졌고, 산양태수를 지냈다.
산양태수로 부임한 지 10여 년이 되었을 때, 무제는 조서를 내려 거야영사(鉅野令史) 성(成)을 징소하였다. 그러나 공손도는 성을 보내지 않았고, 죄를 물어 완성단용에 처하고 작위가 박탈되었다.

## 출전
- 사마천, 《사기》 권20 건원이래후자연표·권112 평진후주보열전
- 반고, 《한서》  권18 외척은택후표·권58 공손홍복식예관전

| 선대 아버지 평진헌후 공손홍 | 전한의 평진후 기원전 120년 ~ 기원전 107년 | 후대 (봉국 폐지) |